# روي غرايمز
روي غرايمز (بالإنجليزية: Roy Grimes)‏ هو لاعب كرة قاعدة أمريكي، ولد في 11 سبتمبر 1893، وتوفي في 13 سبتمبر 1954.